# Dindica marginata
Dindica marginata är en fjärilsart som beskrevs av W. Warren 1894. Dindica marginata ingår i släktet Dindica och familjen mätare. Inga underarter finns listade i Catalogue of Life.